# Кузьминка (Тихвинский район)
Кузьминка — деревня в Шугозёрском сельском поселении Тихвинского района Ленинградской области.

## История
Деревня Кузьминская упоминается на карте Новгородского наместничества 1792 года А. М. Вильбрехта.

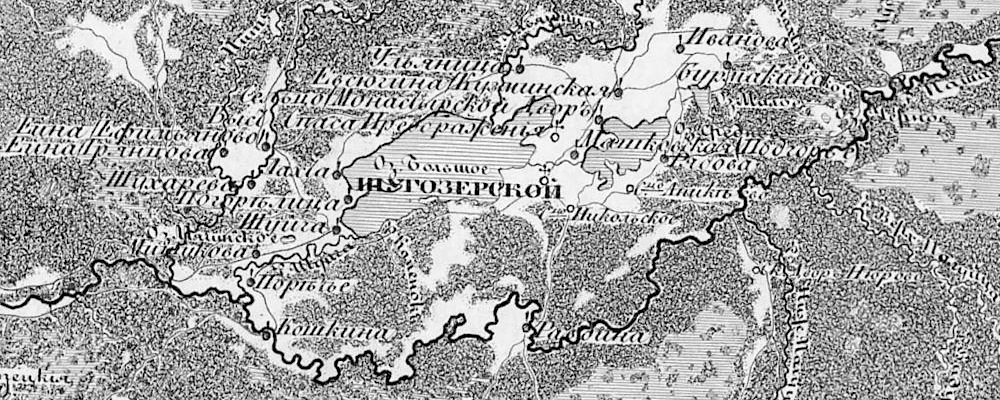
Деревня Кузьминка на карте 1847 года

Согласно семитопографической карте Новгородской губернии 1847 года деревня называлась Евсюгина (Кузьминская).

КУЗЬМИНСКОЕ (КУЗЬМИНКА, ЕВСЮГИНО) — деревня Кузьминского общества, прихода Большешугозёрского погоста. 

Крестьянских дворов — 40. Строений — 57, в том числе жилых — 45. Мелочная лавка и питейный дом.

Число жителей по семейным спискам 1879 г.: 80 м. п., 105 ж. п.; по приходским сведениям 1879 г.: 87 м. п., 98 ж. п.

По данным «Трудов комиссии по исследованию кустарной промышленности в России» выпуска 1882 года, жители деревни занимались бондарным промыслом.
Сборник Центрального статистического комитета описывал её так:

КУЗЬМИНСКАЯ (ЕВСЮЖНА) — деревня бывшая государственная при озере Среднем, дворов — 34, жителей — 211; волостное правление, лавка. (1885 год)

В конце XIX — начале XX века деревня административно относилась к Кузьминской волости 2-го земского участка 2-го стана Тихвинского уезда Новгородской губернии.

КУЗЬМИНСКОЕ (ЕВСЮГИНО) — деревня Кузьминского общества, дворов — 50, жилых домов — 80, число жителей: 132 м. п., 138 ж. п.
 
Занятия жителей — земледелие, рубка и сплав леса. Озеро Среднее. Волостное правление, квартира полицейского урядника, пожарное депо, земская начальная школа, библиотека, читальня, мелочная лавка, чайная. (1910 год)

По сведениям на 1 января 1913 года называлась Евсюгино в деревне было 312 жителей из них детей в возрасте от 8 до 11 лет — 35 человек.
С 1917 по 1918 год деревня Кузьминка входила в состав Кузьминской волости Тихвинского уезда Новгородской губернии. 
С 1918 года в составе Череповецкой губернии.
С 1924 года в составе Капшинской волости.
С 1927 года в составе Кузьминского сельсовета Капшинского района.
Согласно карте Ленинградской области Северо-западного аэрогеодезического треста ГГУ издания 1932 года деревня насчитывала 18 крестьянских дворов. В деревне находился сельсовет и почтово-телеграфная контора:
| Внешние изображения | Внешние изображения                  |
| ------------------- | ------------------------------------ |
|                     | Деревня Кузьминка на карте 1932 года |

По данным 1933 года деревня Кузьминка являлась административным центром Кузьминского сельсовета Капшинского района Ленинградской области, в который входили 11 населённых пунктов: деревни Бурмакино, Иваново, Кузьминка, Машково, Нюрево, Равдино, Рябово, Сельцо, Ульяница; хутор Осиново и выселок Сопки, общей численностью населения 994 человека.
По данным 1936 года в состав Кузьминского сельсовета входили 14 населённых пунктов, 377 хозяйств и 3 колхоза, административным центром сельсовета являлась деревня Сельцо.
В 1961 году население деревни Кузьминка составляло 265 человек.
С 1963 года в составе Тихвинского района.
По данным 1966 и 1973 годов деревня Кузьминка также входила в состав Кузьминского сельсовета, административным центром сельсовета являлся посёлок Шугозеро.
По данным 1990 года деревня Кузьминка входила в состав Шугозёрского сельсовета.
В 1997 году в деревне Кузьминка Шугозёрской волости проживали 26 человек, в 2002 году — 17 человек (все русские).
В 2007 году в деревне Кузьминка Шугозёрского СП проживали 23 человека, в 2010 году — 14.

## География
Деревня расположена в северо-восточной части района к северу от автодороги 41К-946 (Озровичи — Пашозеро — Шугозеро — Ганьково).
Расстояние до административного центра поселения — 2 км.
Расстояние до ближайшей железнодорожной станции Тихвин — 70 км.
Деревня находится между озёр Шугозеро и Среднее.

## Демография
| 2007 | 2010 | 2017 |
| ---- | ---- | ---- |
| 23   | ↘14  | ↗38  |

### Национальный состав
Согласно данным Всероссийской переписи населения 2021 года в деревне проживал 21 человек, все русские.

## Улицы
Луговая, Центральная, Центральный переулок.